# Clarques
Clarques är en kommun i departementet Pas-de-Calais i regionen Hauts-de-France i norra Frankrike. Kommunen ligger i kantonen Aire-sur-la-Lys som tillhör arrondissementet Saint-Omer. År 2018 hade Clarques 309 invånare.

## Befolkningsutveckling
Antalet invånare i kommunen Clarques
| Referens: INSEE |